# 권종철
권종철(1963년 9월 11일)은 2007년에 은퇴한 대한민국의 옛 축구 심판이다.
그는 1989년에 대한 축구 협회로부터 3급 심판 자격을 취득했으며, 1992년에 1급 심판 자격을 취득했다. 이후 1996년에 K-리그 전임 심판 자격을 취득했으며, 1997년에 국제 축구 연맹으로부터 국제 심판 자격을 취득하였다. 또한 그는 2002년과 2003년에 K-리그 최우수 주심으로 선정되기도 하였다. 
2007년 FA컵 결승전(포항 vs 전남) 주심을 끝으로 은퇴하였다. 같은 해 대한축구협회 공로상 수상
2008년부터 대한축구협회 수석강사와 아시아축구연맹(AFC) 강사로 활약했다. 그 외에도 FIFA/AFC 심판감독관으로 현재(2024.01)까지 활동 중이다. 
2009년에는 대한축구협회(KFA) 심판 부위원장을 역임, AFC SILVER 공로상 수상
2010년에는 FIFA에서 심판부문 특별공로상을 수상한 유일한 심판 레전드이다. 
2010 ~ 2013년 3월까지 대한축구협회 심판위원장을 역임했다.
2011 ~ 2014년 동아시아축구연맹(EAFF) 심판위원장을 역임했다.
2011 ~ 2014년 AFC 심판위원을 역임했다.
2020 ~ 현재까지 고양시축구협회(GYFA) 회장을 역임하고 있다.
사업부문
2005년 ~ 현재 (주)피파스포츠 대표이사
아디다스 FOOTBALL SPECIALTY(2005 ~ 현재)
조마코리아 CEO (JOMA KOREA) (2013 ~ 현재) 
켈미코리아 CEO (KELME KOREA) (2018 ~ 현재)

## 심판 주요 활동 경력
1995년 KFA 국제심판 데뷔
2001년 FA컵 결승 주심(서울 월드컵경기장 최초의 공식경기), 2004, 2005, 2007년 FA컵 결승 주심
2002년 월드컵 오세아니아 최종예선 호주 VS 뉴질랜드 경기 주심
2002, 2006 독일 월드컵 후보의 46명 선정 (아시아권 6명 중 1인)  
2002년 남북 통일축구 주심 , 부산 아시안게임 결승전 일본과 이란 경기 주심
2003년 제1회 아시아챔피언스리그 결승 1차전 벡테로 (태국) 알아인 (UAE)주심
- 2003년 FIFA 세계 청소년 축구 선수권 대회: 멕시코와 코트디부아르, 오스트레일리아와 캐나다, 사우디아라비아와 코트디부아르의 조별 예선 세 경기, 부르키나파소와 캐나다의 16강전, 콜롬비아와 UAE 8강전
- 2004년 AFC 아시안컵: 이라크와 우즈베키스탄, 사우디아라비아와 이라크의 조별 예선 두 경기, 우즈베키스탄과 바레인의 8강전 경기

2004년 아테네 올림픽 대한민국 성화봉송 주자 
2005년 아시아챔피언스리그 결승 1차전 알이티아드와 알아인 경기 주심
- 2005년 FIFA 세계 청소년 축구 선수권 대회: 오스트레일리아와 네덜란드, 미국과 이집트의 조별 예선 두 경기, 나이지리아와 우크라이나의 16강전 경기, 모로코와 이탈리아의 8강전 경기
- 2007년 AFC 아시안컵: 태국과 이라크의 개막전, 태국과 호주의 조별 예선 두 경기, 사우디아라비아와 우즈베키스탄의 8강전 경기
- 2008년 FIFA 심판 감독관 / 2008년 AFC 심판 감독관, 강사 / 2009년 대한축구협회 심판부위원장 / 2010~2013년 대한축구협회 심판위원장 /2011~2014년 EAFF 심판위원장 /2011 ~ 2014년 AFC 심판위원/